# Linum puberulum
Linum puberulum là một loài thực vật có hoa trong họ Linaceae. Loài này được (Engelm.) A. Heller mô tả khoa học đầu tiên năm 1897.